# Liste der Kulturdenkmäler in Neu-Bamberg
In der Liste der Kulturdenkmäler in Neu-Bamberg sind alle Kulturdenkmäler der rheinland-pfälzischen Ortsgemeinde Neu-Bamberg aufgeführt. Grundlage ist die Denkmalliste des Landes Rheinland-Pfalz (Stand: 2. August 2023).

## Einzeldenkmäler
| Bezeichnung                      | Lage                                | Baujahr                              | Beschreibung | Bild                           |
| -------------------------------- | ----------------------------------- | ------------------------------------ | --- | ------------------------------ |
| Ortsbefestigung                  | Lage                                | nach 1320                            | Ortsbefestigung, nach 1320; zum Teil in Wohnhäuser verbaut (Amtsgasse 31 und andere); gotische Kandelpforte, 14. Jahrhundert | Fotos hochladen                |
| Evangelische Pfarrkirche         | Alzeyer Straße 57 Lage              | zweite Hälfte des 13. Jahrhunderts   | ehemals St. Georg; Chorturm aus der zweiten Hälfte des 13. Jahrhunderts, Saal 1739 und 1765 barock überformt, spätgotische Südvorhalle; Friedhof mit alter Umfassungsmauer, Grabsteine gründerzeitlich und aus den 1920er Jahren | Fotos hochladen                |
| Kreuz                            | Am Scheep Lage                      | 1776                                 | spätbarockes Kruzifix, bezeichnet 1776 | Fotos hochladen                |
| Hofanlage                        | Am Scheep 1 Lage                    | vor 1717                             | Dreiseithof; barocker Krüppelwalmdachbau, Fachwerk verputzt, angeblich vor 1717, Umbau 1837 | Fotos hochladen                |
| Hofanlage                        | Am Scheep 2 Lage                    | 18. Jahrhundert                      | Dreiseithof; barockes Fachwerkhaus, teilweise massiv, 18. Jahrhundert, wohl mit älteren Teilen (16. Jahrhundert ?), stark restauriert                                                                                            | Fotos hochladen                |
| Wohnhaus                         | Amtsgasse 1 Lage                    | 1777                                 | spätbarockes Fachwerkhaus, verputzt, bezeichnet 1777 | Fotos hochladen                |
| Wohnhaus                         | Amtsgasse 4 Lage                    | 1852                                 | spätklassizistisches Wohnhaus, bezeichnet 1852 | Fotos hochladen                |
| Hofanlage                        | Amtsgasse 6 Lage                    | um 1720                              | Hofanlage; barockes Wohnhaus, im Kern um 1720 und aus der ersten Hälfte des 19. Jahrhunderts | Fotos hochladen                |
| Rathaus                          | Amtsgasse 8 Lage                    | um 1720                              | ehemaliges kurmainzisches Amtshaus; barocker Mansardwalmdachbau, um 1720 | Fotos hochladen                |
| Scheune                          | Amtsgasse 10/12 Lage                | 18. Jahrhundert                      | barocke Scheune, teilweise Fachwerk, Krüppelwalmdach, 18. Jahrhundert, Toranlage, bezeichnet 1772 | Fotos hochladen                |
| Hofanlage                        | Amtsgasse 11 Lage                   | um 1700                              | Dreiseithof; barockes Fachwerkhaus, teilweise massiv, wohl um 1700, bezeichnet 1774 und 1776 | Fotos hochladen                |
| Wohnhaus                         | Amtsgasse 14 Lage                   | erste Hälfte des 18. Jahrhunderts    | barockes Wohnhaus, teilweise massiv, erste Hälfte des 18. Jahrhunderts | Fotos hochladen                |
| Wohnhaus                         | Kandelpforte 2 Lage                 | erste Hälfte des 18. Jahrhunderts    | barockes Fachwerkhaus, teilweise massiv, erste Hälfte des 18. Jahrhunderts; barocke Torbogengewände; Inschriftstein, bezeichnet 1621; Werkstein, bezeichnet 1821                                                                 | Fotos hochladen                |
| Kandelpforte                     | Kandelpforte 4 Lage                 | 14. Jahrhundert                      | Torturm der Ortsbefestigung (Uhrturm), 14. Jahrhundert, barockes Krüppelwalmdach, 18. Jahrhundert, Durchfahrt 1906 erhöht; Turmuhrwerk, um 1700                                                                                  | Fotos hochladen                |
| Burgruine Neuenbaumburg          | Schloßgasse/Burgweg Lage            | 1200                                 | 1200 gegründet, 1668 zerstört; stark restaurierte, wohl mittelalterliche Mauerreste; im Bering die katholische Kirche | weitere Bilder Fotos hochladen |
| Wohnhaus                         | Schloßgasse 1 Lage                  | 1747                                 | barockes Fachwerkhaus, teilweise massiv, bezeichnet 1747 | Fotos hochladen                |
| Grabstein                        | Schloßgasse, neben Nr. 1 Lage       | um 1743                              | in der Hofmauer; Grabstein, um 1743 | Fotos hochladen                |
| Wohnhaus                         | Schloßgasse 5 Lage                  | 1717                                 | barockes Fachwerkhaus, verputzt, bezeichnet 1717 | Fotos hochladen                |
| Wasserbehälter                   | Schloßgasse 29 Lage                 | um 1910                              | ehemaliger Wasserbehälter; in Formen der Burgenarchitektur, um 1910 | Fotos hochladen                |
| Katholisches Pfarrhaus           | Schloßgasse 37 Lage                 | um 1770                              | ehemaliges katholisches Pfarrhaus; spätbarocker Mansardwalmdachbau, um 1770 | Fotos hochladen                |
| Katholische Kirche St. Dionysius | Schloßgasse 39 Lage                 | 1881/82                              | neugotischer Saalbau, 1881/82 | weitere Bilder Fotos hochladen |
| Junkermühle                      | Wöllsteiner Straße 30 Lage          | 18. Jahrhundert                      | Hofanlage; barockes Fachwerkhaus, 18. Jahrhundert, eingeschossiges spätklassizistisches Wohnhaus, bezeichnet 1836, Einfirsthaus, um 1830                                                                                         | Fotos hochladen                |
| Weidenmühle                      | südlich des Ortes an der L 405 Lage | zweites Viertel des 19. Jahrhunderts | große Anlage mit stattlichem spätklassizistischem Wohnhaus, zweites Viertel des 19. Jahrhunderts | BW                             |